# The Legend of Zelda: Spirit Tracks
The Legend of Zelda: Spirit Tracks (en español: La Leyenda de Zelda: Carriles del Espíritu), conocido en Japón como Zelda no Densetsu: Daichi no Kiteki (ゼルダの伝説 大地の汽笛 Zeruda no Densetsu Daichi no Kiteki?, lit. La Leyenda de Zelda: La Flauta Terrenal), es un videojuego de acción-aventura de Nintendo para la videoconsola portátil Nintendo DS, siendo el decimoquinto título de la serie The Legend of Zelda, y el sucesor en línea de estrenos para The Legend of Zelda: Phantom Hourglass, de 2007. Su estreno en Norteamérica fue el 7 de diciembre de 2009 y en Europa el 11 de diciembre del mismo año; una demostración interactiva estuvo disponible en el evento E3 de este mismo año. Cabe destacar que los gráficos del juego son similares al estilo cel-shading de los títulos The Legend of Zelda: The Wind Waker y Phantom Hourglass.
En Spirit Tracks, Link es capaz de viajar a través del escenario principal por medio de una locomotora de vapor equipada con un cañón, de manera equiparable a la de su aventura a bordo de un barco de vapor en Phantom Hourglass. Asimismo, el personaje tiene la habilidad de controlar a los «Espectros», uno de los enemigos de Phantom Hourglass que son poseídos por el espíritu de la Princesa Zelda, y tocar un instrumento llamado «Flauta Terrenal».

## Diseño y controles
Spirit Tracks sigue estrechamente a los eventos ocurridos en Phantom Hourglass, mostrando además un aspecto visual muy parecido al de The Wind Waker y Phantom Hourglass (cel-shading) de 2002 y 2007, respectivamente. Algunas otras innovaciones incluyen la posibilidad de controlar a Link (y a otros personajes) mediante el contacto táctil en la pantalla de la Nintendo DS y el trazado de dibujos para atacar a los enemigos, que servirá también para completar los puzles del juego. Un aspecto asegurable es la sustitución del barco de su predecesor por una locomotora de vapor, al igual que la inclusión de nuevas armas e items. Además, Link podrá controlar a los Espectros, uno de los enemigos de Phantom Hourglass. Para ello, Link y Zelda deberán trabajar en equipo: Zelda tomará el control de los Espectros en la Torre de las Almas, y cuando lo haga éstos seguirán a Link y obedecerán sus órdenes. Normalmente, los Espectros irán detrás de Link, aunque el jugador podrá dibujar también un camino para que éstos lo sigan, siempre y cuando no haya obstáculos en el trayecto. Otro aspecto destacable es que el usuario podrá intercalar entre Link y Zelda, con tal de poder mirar zonas que resulten inalcanzables para el primero, y viceversa.

## Historia
Spirit Tracks es la continuación directa de Phantom Hourglass, donde al final de la aventura de Link se embarcó en la búsqueda de un nuevo Hyrule. Ahí, Link, Tetra y los piratas llegan a una tierra deshabitada a la cual bautizan como Hyrule. Los habitantes de la nueva Hyrule tienen un pacto con un demonio que gobernaba como rey en esas áreas. Hubo entonces una épica batalla contra este ser, en donde los espíritus resultaron vencedores. Al no poder exterminarlo por completo, su única alternativa fue mantenerlo aprisionado en lugares remotos con cadenas y grilletes. Dichos grilletes hicieron que Hyrule se extendiera a lo largo de cuatro direcciones, que pasaron a convertirse en los «carriles espirituales» («Spirit Tracks»), usados por la población como vías útiles de transporte (en la versión en castellano se les llama "vías sagradas").
El juego inicia cien años después, con Link, un aprendiz de maquinista, durante una ceremonia de graduación afuera del castillo de la Princesa Zelda en la que habría de entregarse a Link el título de «maquinista real». Cuando la princesa se acerca a honrarlo con el título, le deja una nota en la que le previene del sospechoso primer ministro, diciéndole que deben encontrarse en secreto en los aposentos de la princesa. Así, Zelda acompaña a Link para resolver el misterio detrás de la desaparición de los carriles espirituales. La primera misión del juego es guiar a la princesa por los pasillos sin ser descubiertos por los guardias del castillo. En este nivel, se puede controlar a Link por medio de la pantalla táctil al igual que en The Legend of Zelda: Phantom Hourglass, pero para controlar a Zelda el jugador debe tocar un ícono en forma de remolino que está conectado a ella y trazar un sendero para que ella lo siga.
Al salir del castillo, Link se encuentra con Bigboy, su maestro que le ha entrenado para convertirse en maquinista real. Aparentemente, Bigboy es un exsoldado de Hyrule que dejó su cargo por alguna razón. Él ayuda a Zelda y Link a escapar a bordo de un tren con destino a la Torre del Espíritu. Mientras ellos investigan en ese lugar, las vías comienzan a desaparecer. Tras un impacto espectacular, el primer ministro decide hacerse cargo del grupo y vence a cada uno los protagonistas, mientras desvela su malvado plan: quiere liberar a Mallard, el maligno demonio mencionado previamente, cuyo espíritu se halla confinado en la Torre de los Dioses. Sin embargo, dado que de Mallard sólo queda su espíritu, Makivelo (el primer ministro) precisa de un cuerpo que reúna ciertas características específicas: el cuerpo de la princesa Zelda. Por lo que la ataca y la "asesina", despojando a su cuerpo de su alma, que aparece como una mota de luz brillante (que recuerda a las hadas) y se aleja...
Cuando Link recobra la consciencia, se halla tendido en una cama de la enfermería. A su lado está Bigboy, quien está bastante malherido por el ataque de Diego. Al salir de la enfermería y avanzar un poco por el castillo, encuentra sorprendentemente al espíritu de Zelda deambulando por el castillo, intentando sin éxito comunicarse con quienes halla a su paso. Parece que Link es el único que puede verla y oírla...
El joven hyliano la sigue hasta sus aposentos, y Zelda, descubriendo que Link puede (como ya se ha dicho) verla y oírla, le entrega la Flauta Terrenal, instrumento que ha ido pasando de generación en generación por los gobernantes de Hyrule, creyendo que dicho instrumento (que es una flauta de pan muy bella y decorada) les será de ayuda en su periplo. Dicha aventura consistirá en llegar a la Torre de los Dioses, que ha sido brutalmente deformada (quedando los pisos superiores separados entre sí y flotando sobre lo que queda y bajo una sisniestra nube negra) para encontrar una solución a la desaparición de las vías sagradas, que tiene como objetivo final la liberación definitiva del espíritu de Mallard...
Link y Zelda viajan por todo Hyrule: la región de los bosques, nieves, mares, fuego y arenas. Tenía que visitar los cuatro altares y Link con la flauta terrenal junto con un Lokomo y restaurar los carriles espirituales, ir a los cuatro templos, los cuales estaban llenos de acertijos y horribles monstruos para obtener los sellos y así se reconstruya la torre de las almas y entrar a los diferentes pisos de la torre de las almas para encontrar nuevos mapas, en este lugar Zelda ayudaba a Link en forma de espectro.

## 6 regiones
- Región del bosque: La primera zona del juego es un bosque pantanoso lleno de árboles y extrañas criaturas, ubicado en el lado suroeste del mapa.
- Región de las nieves: La segunda región del juego transcurre en una zona nevada con castillos y edificios de hielo y montañas nevadas, ubicada en el lado noroeste del mapa.
- Región de los mares: Es la tercera zona del juego es un gran mar lleno de costas y piratas, ubicado en el lado sureste del mapa. En ella se encuentra una parte de la Región de las arenas.
- Región del fuego: Es la cuarta región del juego, una gran zona de fuego y lava ubicada en las cuevas y montañas volcánicas de los goron, ubicada en la parte noreste del mapa. En ella se encuentra una parte de la Región de las arenas.
- Región de las arenas: Es la quinta región que visita Link situada en un gran desierto lleno de arena, rocas y pirámides. Se encuentra comprendida entre la Región del fuego y la Región de los mares.
- Mundo de las tinieblas: Es el mundo donde Malladus es completamente resucitado, para entrar en esa región es necesario encontrar la brújula de la luz, allí es donde transcurre la batalla final.

## Personajes
- Link: es el protagonista del juego. Aunque sueña con ser un maquinista reconocido, el destino le conducirá a una nueva aventura épica.[8]
- Zelda: juega un papel importante en el juego. De camino a la Torre de las Almas, que retiene a Mallard mediante el sello de los carriles, Zelda es atacada y su espíritu es separado de su cuerpo. El espíritu ayudará a Link en su aventura mediante la posesión de Espectros, que actuarán junto a Link.[8]
- Espectro: los Espectros son los encargados de patrullar por la Torre de las Almas, enfrentando a todos aquellos que no posean las «Lágrimas de Luz». De acuerdo al sitio oficial, el jugador debe utilizar las lágrimas para aumentar el poder de la espada de Link y así atacar a un Espectro, tras lo cual podrá ser poseído por Zelda para ayudarle a Link en sus diferentes misiones. Una vez se tiene la Espada Trenebunda, no hacen falta las lágrimas de luz.[8]
- Ministro Makivelo: es el antagonista principal del juego. Trata de liberar al Rey Demonio Mallard con la esperanza de usarlo para dominar Nueva Hyrule. Cuenta con un cómplice, aunque su identidad es desconocida.
- Radiel: anciana que protege la Torre de las Almas y proporciona consejos a Link y Zelda durante su aventura.[8]
- Byrne/Diego/Taligo: uno de los enemigos principales de Spirit Tracks, cuya fuerza es comparable a la de los dioses de Hyrule, aunque que da un giro inesperado y se vuelve bueno.[8]
- Mallard: es el antagonista general del juego, Un demonio maligno que está atrapado en la torre de las almas y que el ministro Makivelo quiere resucitar para dominar Hyrule.

## Recepción
Spirit Tracks recibió, previo a su lanzamiento, el premio «Mejor juego portátil» en Gamescom 2009. Asimismo, fue seleccionado por IGN como el ganador absoluto en la categoría «Lo mejor de Gamescom 2009» para la portátil Nintendo DS.